# Cimetière parisien de Pantin
Ne doit pas être confondu avec le cimetière communal de Pantin.
Le cimetière parisien de Pantin est un des cimetières parisiens extra muros. Il est situé avenue Jean-Jaurès, où se trouve l'entrée principale par l'avenue du Cimetière-Parisien, sur la commune de Pantin dans le département de la Seine-Saint-Denis. Il est délimité par la rue Diderot, l'avenue de la Division-Leclerc à Bobigny et l'avenue du Général-Leclerc.
Avec une superficie de 107,60 hectares, le cimetière parisien de Pantin est le plus grand cimetière de Paris et le plus grand cimetière de France en activité.

## Description

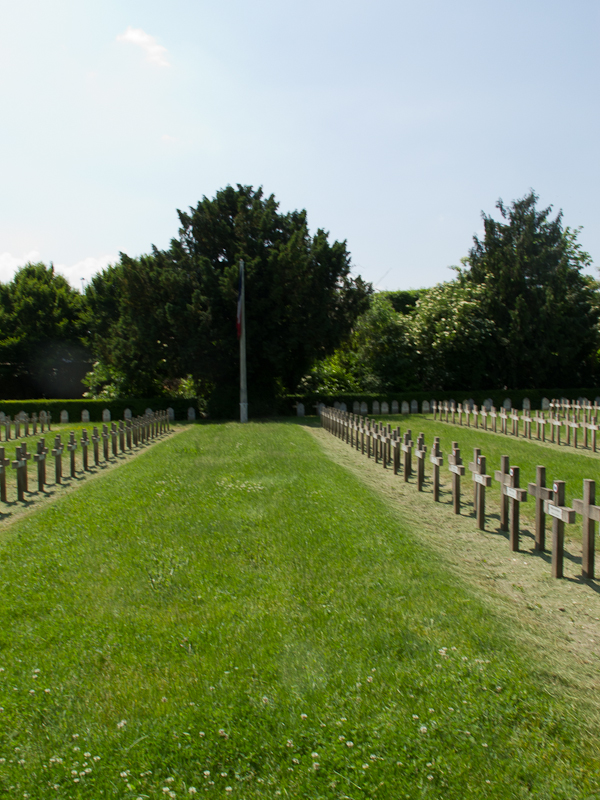
Carré militaire du cimetière parisien de Pantin.

Il a été ouvert le 15 novembre 1886 en même temps que le cimetière parisien de Bagneux et ces deux cimetières ont une porte d'entrée identique.
Il totalise près de 145 000 sépultures, regroupées dans 180 divisions, composées en général de plus de 20 rangées totalisant une quarantaine de tombes chacune, pour une superficie de 107,6 hectares. Un million de personnes y ont été enterrées depuis sa création. Selon la ville  de Paris, Pantin est le plus grand cimetière de France, le troisième plus grand d’Europe en activité et le septième plus grand cimetière au monde. 
Chaque année, 5 000 inhumations ont lieu au cimetière de Pantin.
Le carré militaire de la Première Guerre mondiale comprend 3 201 tombes.
En 1918, la 30e division devient un carré musulman pour les civils de confession islamique, les militaires étant affectés à la 6e division.
Il comporte de nombreuses divisions réservées aux israélites.
Le cimetière compte plus de 8 000 arbres, d'une trentaine d'essences différentes.

## Historique
Le 30 mars 1918, durant la Première Guerre mondiale, un obus lancé par la Grosse Bertha explose dans le cimetière parisien de Pantin. Deux autres obus éclatent les 25 avril et 28 mai toujours dans le cimetière parisien de Pantin.

## Personnalités inhumées au cimetière parisien de Pantin

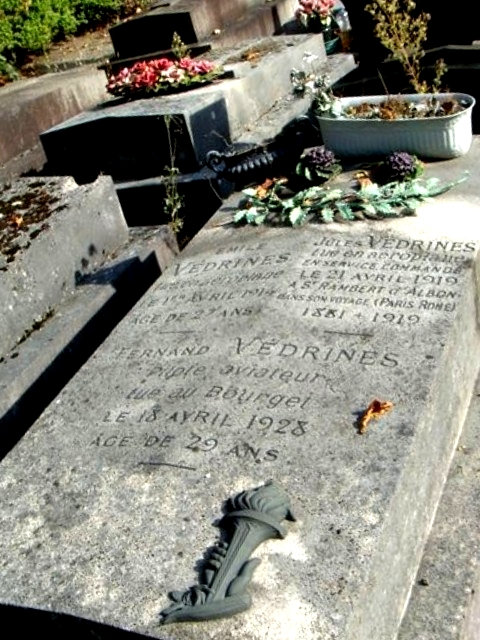
La tombe de l'aviateur Jules Védrines.

Le cimetière étant rattaché administrativement à Paris, les personnes célèbres ou leurs familles ont le choix et préfèrent les sites intra-muros. Cela explique pourquoi aussi peu de célébrités sont enterrées au cimetière parisien de Pantin.

## Moyens d'accès

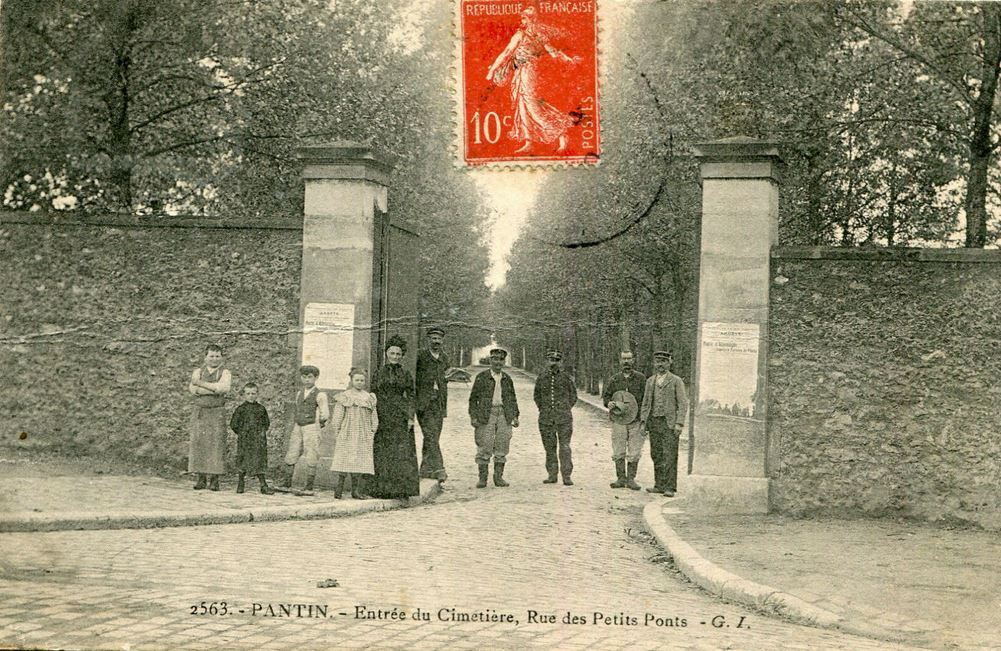
L'entrée, rue des Petits-Ponts.

L'accès principal, avenue du cimetière parisien, est possible par le métro 7 par les stations Fort d'Aubervilliers ou Aubervilliers - Pantin - Quatre Chemins (à distance).
Les accès Porte de Petits Ponts, Porte des Pailleux et Porte de l'Illustration sont accessibles par le réseau de bus RATP.
L'accès Diderot est un accès piéton donnant sur la rue Diderot à Pantin